# محامون (قصة قصيرة)
محامون (بالألمانية: Fürsprecher) قصة قصيرة ألمانية من تأليف الكاتب التشيكي فرانز كافكا، على الأرجح كتبها في عام 1922، ونشرت للمرة الأولى في عام 1936 في براغ بعد وفاة كافكا باثنتي عشر سنة. في القصة يستخدم كافكا مصطلحات قانونية تقليدية تظهر في أعمال أخرى له أخذها من دراسته للقانون. تصف القصة صعوبة الحصول على محامين، أو أشخاص يتحدثون نيابة عنه وهو المعنى الحرفي لعنوان القصة الأصلي.

## القصة
في القصة الراوي يتحدث عن بحثه عن المحامين في المحكمة، من أجل ذلك فهو يتحرك بدون توقف في الممرات ويسمع في أثناء ذلك ضجة غير معروفة المصدر، ولكنه بدلاً من المحامين غالباً ما يصادف نساء عجائز مرهقين. الرواي يقول بأنه ليس متأكد إن كان في المحكمة أم لا، ولكنه على يقين بأنه ليس في المكان الصائب لمقابلة المحامين. فهو يحتاجهم للدفاع عنه أمام بعض الشكاوى المقدمة ضده. يحاول بعدها أن يجلب دعم عدد كبير من المؤيدين له من مختلف الجماعات. وفي أثناء بحثه الجاد يجد نفسه يتحرك إلى الأعلى باستخدام عدد يبدو غير منتهي من السلالم في مبنى ضخم، مع الدرجات تنمو تحت قدميه.